# Villayón
Villayón ist eine Stadt und auch Namensgeberin der gleichnamigen Gemeinde in der autonomen Gemeinschaft Asturien, im Norden Spaniens.

## Lage
Die Gemeinde ist begrenzt von Navia im Norden, im Westen von Coaña, Boal und Illano, im Osten von Valdés, Tineo und Allande im Süden von Allande.

## Geschichte
Die oberen beiden Felder des Wappens beziehen sich auf das Wappen von Navia, das untere große Feld auf den Viehreichtum der Region.
Wie beinahe überall in Asturien bestätigen Funde aus der Steinzeit die frühe Besiedelung der Region. Mehrere Wallburgen der frühen Asturer und anderer Keltischer Stämme sind noch heute zu besichtigen. Auch die Römer hatten hier mehrere Kastelle und noch immer bestehen Brücken aus dieser Zeit, die noch genutzt werden.
Bis zum Jahr 1868 ist Villayón in der Comarca Navia eingegliedert und erhält als letzte Gemeinde die Unabhängigkeit.

## Natürliche Gegebenheiten
Der überwiegend aus Kalk-, Schiefer und Sandstein bestehende Untergrund, mit dem Carondio (1.221 m) als höchste Erhebung, ist typisch für die Region.
Die Gemeinde wird vom Río Navia durchquert.
Die Wasserfälle von Oneta (Cascada de Oneta) sind die größten Asturiens.
Der Lago Arbón ist ein Bergsee und ein bedeutendes Ausflugsziel.
Wie in weiten Teilen Asturiens herrscht hier durch die Nähe zum Golfstrom ein beinahe mediterranes Klima mit warmen, trockenen Sommern aber kalten Wintern vor, im Herbst kommt es mitunter zu relativ starken Stürmen.

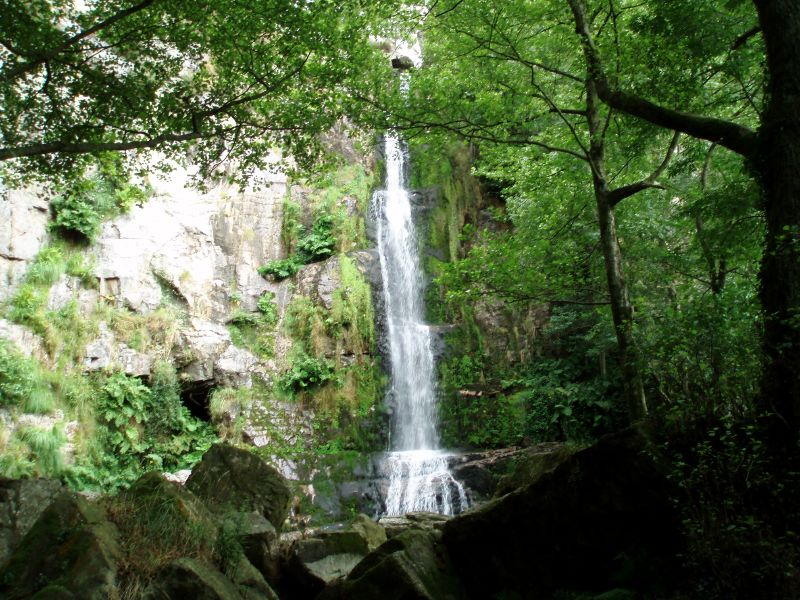
Der Wasserfall von Oneta

## Wirtschaft
Wie in weiten Teilen Asturiens ist die Landwirtschaft hier der größte Erwerbszweig. Speziell die Viehwirtschaft (wie auch im Wappen erkennbar) und die Imkerei sind die herausragenden Spezialitäten der Agrarwirtschaft. Durch die Lage am Rio Navia ist die Tourismusindustrie speziell für Naturliebhaber, Kanuten und Angler sehr stark im Wachstum begriffen. Handel und Produktion findet nur in mittelständischen Betrieben statt.
|                                   | Beschäftigte | Anteil in Prozent |
| --------------------------------- | ------------ | ----------------- |
| TOTAL                             | 453          | 100               |
| Ackerbau, Viehzucht und Fischerei | 248          | 54,75             |
| Industrie                         | 5            | 1,10              |
| Bauwirtschaft                     | 50           | 11,04             |
| Dienstleistungsbetriebe           | 150          | 33,11             |

## Politik
| Historische Entwicklung im Gemeinderat von Villayón | Historische Entwicklung im Gemeinderat von Villayón | Historische Entwicklung im Gemeinderat von Villayón | Historische Entwicklung im Gemeinderat von Villayón | Historische Entwicklung im Gemeinderat von Villayón | Historische Entwicklung im Gemeinderat von Villayón | Historische Entwicklung im Gemeinderat von Villayón | Historische Entwicklung im Gemeinderat von Villayón | Historische Entwicklung im Gemeinderat von Villayón | Historische Entwicklung im Gemeinderat von Villayón | Historische Entwicklung im Gemeinderat von Villayón |
| --------------------------------------------------- | --------------------------------------------------- | --------------------------------------------------- | --------------------------------------------------- | --------------------------------------------------- | --------------------------------------------------- | --------------------------------------------------- | --------------------------------------------------- | --------------------------------------------------- | --------------------------------------------------- | --------------------------------------------------- |
| Partei                                              | 1979                                                | 1983                                                | 1987                                                | 1991                                                | 1995                                                | 1999                                                | 2003                                                | 2007                                                | 2011                                                | 2015                                                |
| CD / AP / PP                                        | 0                                                   | 1                                                   | 5                                                   | 6                                                   | 7                                                   | 6                                                   | 6                                                   | 6                                                   | 5                                                   | 7                                                   |
| IDEAS                                               |                                                     |                                                     |                                                     |                                                     |                                                     |                                                     |                                                     |                                                     | 2                                                   |                                                     |
| PSOE                                                | 3                                                   | 3                                                   | 5                                                   | 3                                                   | 2                                                   | 4                                                   | 1                                                   | 3                                                   | 2                                                   | 1                                                   |
| UCD / CDS                                           | 6                                                   |                                                     | 1                                                   | 2                                                   |                                                     |                                                     |                                                     |                                                     |                                                     |                                                     |
| CAS                                                 |                                                     |                                                     |                                                     |                                                     | 2                                                   |                                                     |                                                     |                                                     |                                                     |                                                     |
| URAS                                                |                                                     |                                                     |                                                     |                                                     |                                                     | 1                                                   |                                                     |                                                     |                                                     |                                                     |
| AIV                                                 |                                                     |                                                     |                                                     |                                                     |                                                     |                                                     | 2                                                   |                                                     |                                                     |                                                     |
| Parteilose                                          | 2                                                   | 7                                                   |                                                     |                                                     |                                                     |                                                     |                                                     |                                                     |                                                     |                                                     |
| IU                                                  |                                                     |                                                     |                                                     |                                                     |                                                     |                                                     |                                                     |                                                     |                                                     | 1                                                   |
| Total                                               | 11                                                  | 11                                                  | 11                                                  | 11                                                  | 11                                                  | 11                                                  | 9                                                   | 9                                                   | 9                                                   | 9                                                   |

## Bevölkerungsentwicklung der Gemeinde
Quelle: INE-Archiv – grafische Aufarbeitung für Wikipedia

## Sehenswürdigkeiten
- Castro de Illaso (Burg)
- Dolmen de Barandón
- Römische Brücken in La Puntiga und Polea
- Villayón – Kirche San Pedro und Kapelle San José
- Oneta – Wasserfall und Einsiedelei Santa María
- Zoreda – Capilla de Lengomñin
- Ponticiella – Wasserfall Méxica
- Arbón – Pfarrkirche
- Parlero – Kirche San Bartolomé
- Bullimeiro – Puente de la Ferrería
- Busmente – Kapelle Nuestra Señora de la Merced

## Feste und Feiern
- Ponticiella – Ecce Homo 1. Samstag im Mai
- Villayón – San Pedro 29. Juni und Virgen de los Dolores 15. September
- Granas, La Riestra und San Cristóbal – San Cristóbal 10. Juli
- Arbón – Santiago und Santa Ana 25. und 26. Juli
- Parlero – San Bartolomé 24. August, La Velilla 17. September
- Oneta – Santa María de Oneta 9. September
- Busmente – La Pena 24. September
- Valdedo – Romería de Nuestra Señora de las Virtudes Ende August
- Granas – Fiesta de los Choferes

## Untergliederung
Die Gemeinde ist in sechs Parroquias unterteilt.
- Arbón
- Herías y La Muria Busmente (Eirías y La Muria Busmente)
- Oneta
- Parlero (Parl.leiru)
- Ponticiella (Ponticella)
- Villayón

Zur Gemeinde gehören folgende Dörfer und Weiler:
Bullimeiro, Berrugas, Candanosa, Lagos, las Cárcobas, Lendelforno, Lendequintana, Zureirina, Balvona, Parlero, Auguamaroza, Argolellas, El Bedural, Barandón, Busmayor, Bustalfoyao, A Candaosa, As Candaosas, Castaedo, El Couz, Iyaso, Llanteiro, Llouredo, Murias, Ponticella, Poxos, Solares, Trabada, Valdedo, Valle, L'Azoreira, Berbegueira, Carriu, Castañeira, La Folgueirosa, Gras, Martintourín, Masenga, Ribalaugua, La Riestre, San Cristoubu, El Sel.lón, Villayón.